# Семёнов, Бато Семёнович
Бато́ Семёнович Семёнов (27 мая 1920 — 2010) — советский бурятский партийный и государственный деятель, Председатель Президиума Верховного Совета Бурятской АССР (1970—1984).

## Биография
Родился 27 мая 1920 года в улусе Алачи Улюнского сомсовета Баргузинского района Бурятии.
В 1937 году окончил Баргузинскую среднюю школу.
В 1943 году избирается первым секретарем Бурятского обкома ВЛКСМ.
Учился три года в Высшей партийной школе при ЦК ВКБ (б).
После возвращения на родину избирается первым секретарем Еравнинского, потом Селенгинского райкомов КПСС.
Руководил отделом организационно-партийной работы Бурятского обкома КПСС.
После укрупнение районов республики Бато Семенов был избран первым секретарем объединенного Баргузинского райкома партии.
После этого работал парторгом обкома КПСС по Кабанскому территориальному управлению сельского хозяйства.
Работал заместителем председателя Комитета партийно-государственного контроля, затем секретарём обкома партии, одновременно заместителем Председателя Совета Министров республики.
Пять лет возглавлял Комитет народного контроля.
26 июня 1970 года на сессии Верховного Совета Бурятской АССР Бато Семенов избирается Председателем Президиума Верховного Совета республики, на этом посту работал до декабря 1984 года.

## Награды и звания
- Орден Почёта (2000)[3]
- Два ордена Трудового Красного Знамени
- Три ордена «Знак Почёта»
- Орден Дружбы народов
- Медали и почётные грамоты
- В 2006 году Бато Семенову присвоено звание «Почётный гражданин Республики Бурятия».